# Čelední jméno

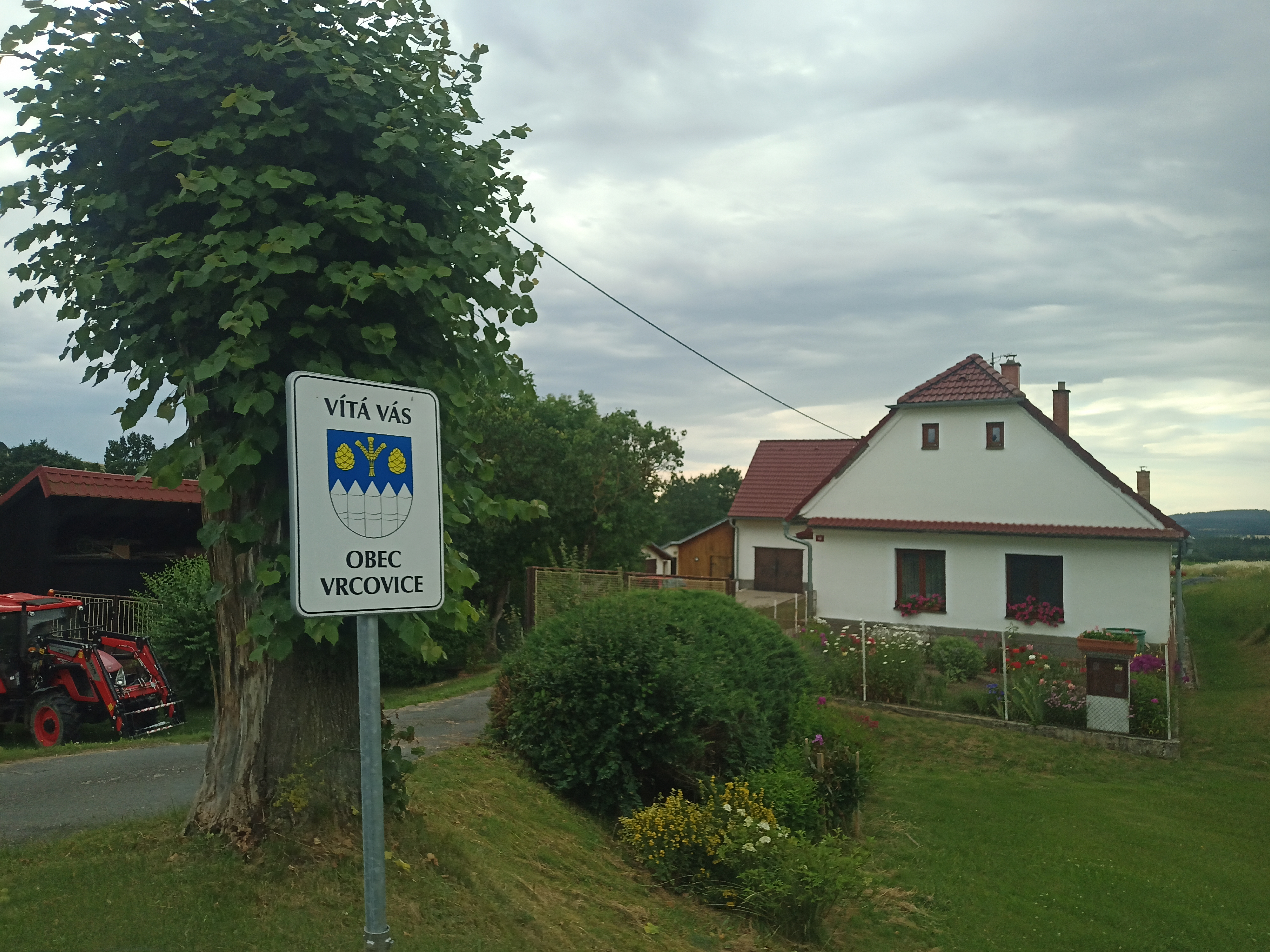
Vrcovice v Jihočeském kraji.

Čelední jméno je takové jméno sídla, které vzniklo na základě jména jeho majitelů nebo obyvatel. Čelední jména většinou končí příponou -ice nebo -ovice.
Slovanské obyvatelstvo se slučovalo do rodů a tyto rody přijímaly jméno společného předka. Jméno rodu nebo majitele sídla se pak přeneslo na sídlo samotné. Podle Boska se jmenovali Boskovici a následně Boskovice, podle Chodka Chudčici a Chudčice apod. 